# Пітанга мала
Піта́нга мала (Philohydor lictor) — вид горобцеподібних птахів родини тиранових (Tyrannidae). Мешкає в Центральній і Південній Америці. Це єдиний представник монотипового роду Мала пітанга (Philohydor).

## Опис
Довжина птаха становить 15-18 см, вага 25 г. Верхня частина тіла зеленувато-коричнева. Голова чорна, над очима помітні білі "брови", горло біле, на тімені малопомітна жовта пляма. Нижня частина тіла яскраво-жовта. Порівняно з великими пітангами, малі пітанги мають помітно менші розміри, менш кремезне тіло та пропорційно більш витягнутий і тонший дзьоб.

## Підвиди
Виділяють два підвиди:

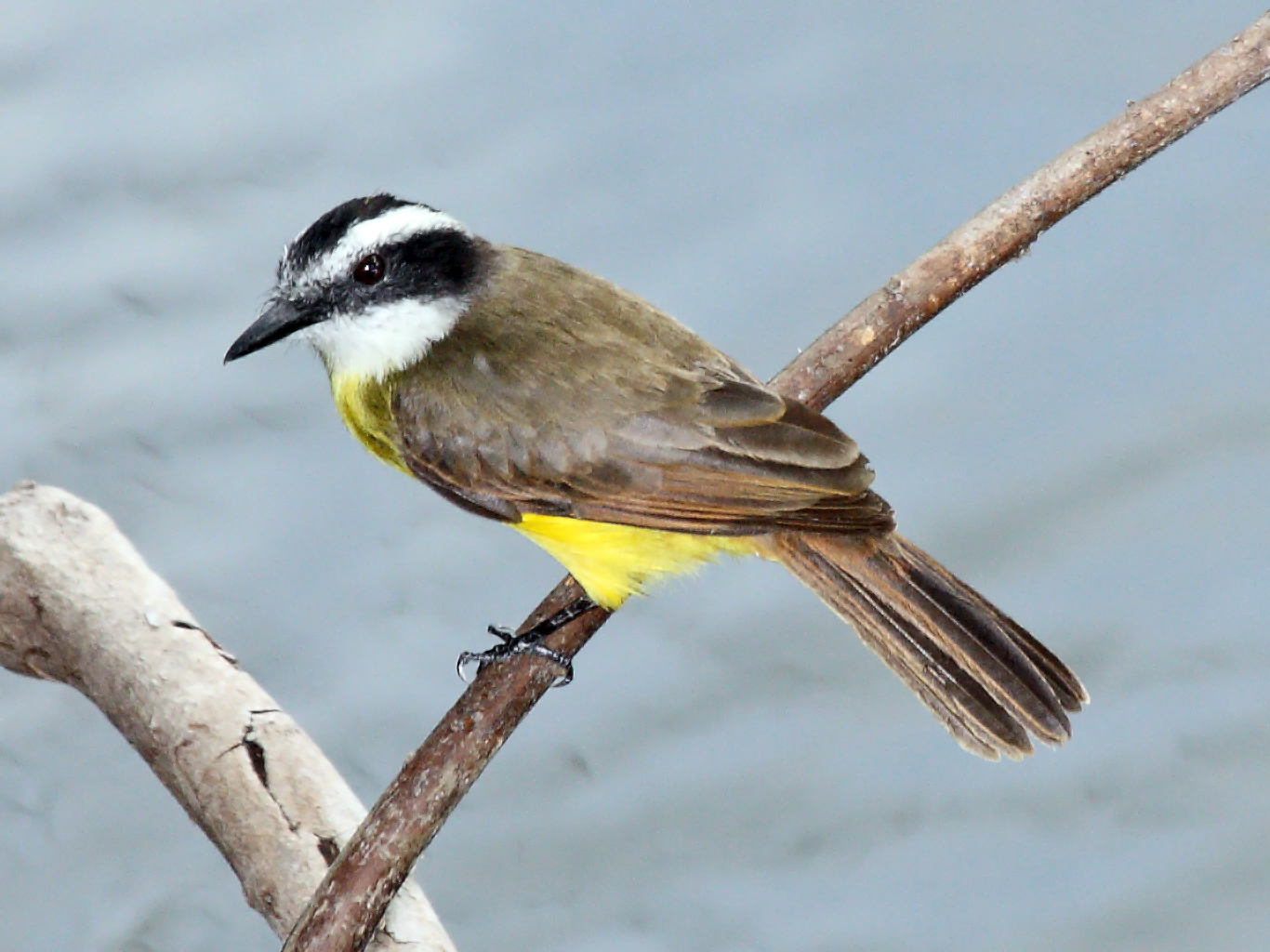
Мала пітанга (Панама)

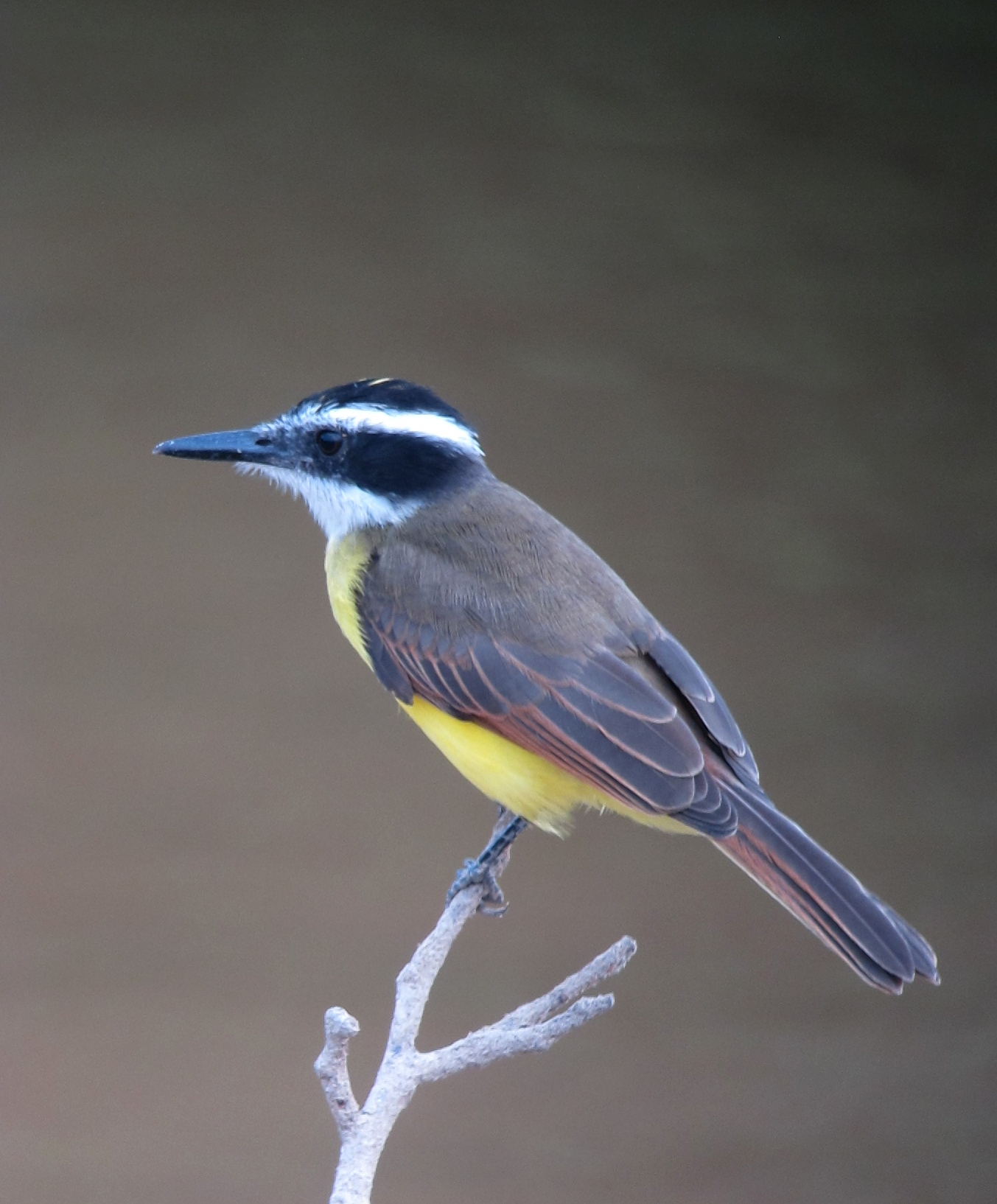
Мала пітанга (Колумбія)

- P. l. panamensis (Bangs & Penard, TE, 1918) — східна Панама (на схід від Зони каналу) і карибське узбережжя Колумбії (від Атрато на схід до нижньої течії Магдалени);
- P. l. lictor (Lichtenstein, MHC, 1823) — від східної Колумбії до Гвіани, Болівії, східної та центральної Бразилії, також на східному узбережжі Бразилії.

## Поширення і екологія
Малі пітанги мешкають в Панамі, Колумбії, Еквадорі, Перу, Болівії, Бразилії, Венесуелі, Гаяні, Суринамі і Французькій Гвіані. Вони живуть в густих заростях на берегах водойм та на болотах, на висоті до 500 м над рівнем моря.